# Stadion Narodowy (Sierra Leone)
Stadion Narodowy – wielofunkcyjny stadion we Freetown, stolicy Sierra Leone. Rozgrywane są na nim mecze piłki nożnej oraz zawody lekkoatletyczne. Jest to największy stadion w Sierra Leone, może pomieścić do 45 000 osób. Jest miejscem rozgrywek reprezentacji Sierra Leone w piłce nożnej oraz miejscem wydarzeń społecznych, kulturalnych i religijnych.